# Громада (товариство, Тернопіль)
«Громада» — таємне українське патріотичне учнівсько-студентське товариство в класичній гімназії (від 1863) та учительській семінарії (від 1872) у Тернополі.

## Історія
Засноване 1863 року гімназистом Іваном Пулюєм. За іншими даними, весною 1864 року засновником і першим «війтом» був Михайло Чачковський, другим «війтом» — Андрій Січинський. Опікуном товариства в 1868—1877 роках був учитель гімназії Кость Горбаль.
Серед основних обов'язків членів «Громади» було сумлінне вивчення історії України та української літератури. Метою товариства було: жити в чистоті моральній, пильно вчитися у школі, знайомитися з історією свого народу, його літературою, ставати в обороні рідного слова, говорити всюди рідною мовою, допомагати бідним учням. При вступі до «Громади» кожен її майбутній член складав присягу, що нічого і нікого не зрадить, і що весь вік буде трудитись для добра свого народу. В середу громадівці вивчали історію рідної землі, в суботу — українську літературу, в неділю — декламували твори Тараса Шевченка та обговорювали теми, які вивчали на уроках історії та літератури.
1876 року товариство видало рукописну газету «Сніп». Мало також власну бібліотеку.
Тернопільська «Громада» співпрацювала з гімназіями в містах Бережани, Станіслав (нині Івано-Франківськ) і Самбір на Львівщині.
Діяла до червня 1887 року.

## Члени «Громади»
- Осип Барвінський,
- Михайло Борисикевич,
- Іван Волянський,
- Іван Горбачевський,
- Євген Олесницький,
- Іван Пулюй,
- Андрій Січинський — другий «війт»
- Михайло Чачковський — перший «війт», та інші.

У книзі Євгена Олесницького «Сторінки з мого життя» (Львів, 1935) частина спогадів торкається діяльності тернопільської «Громади».

## Вшанування
4 листопада 2014 року на стіні будинку по вул. Листопадовій, 2, де члени товариства винаймали кімнату на піддашші, відкрито першу в Україні меморіальну дошку «громадівцям» (скульптор Дмитро Пилип'як, архітектор Данило Чепіль). Меморіальну дошку відкрили голова облдержадміністрації Олег Сиротюк, членкиня Тернопільського обласного осередку Наукового товариства імені Шевченка, громадська діячка Ольга Збожна, та його голова, професор Тернопільського медичного університету Михайло Андрейчин.

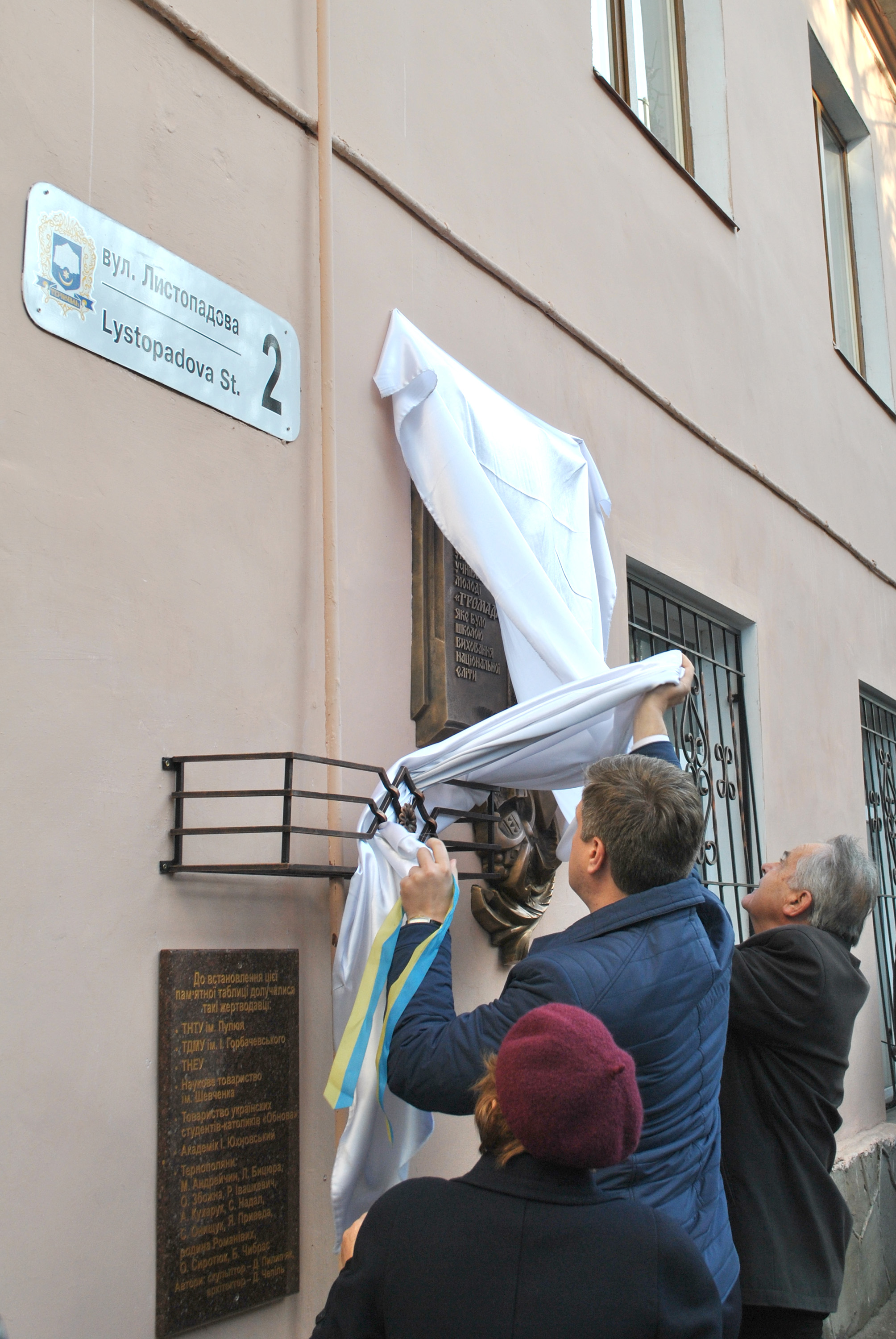
Олег Сиротюк відкриває дошку
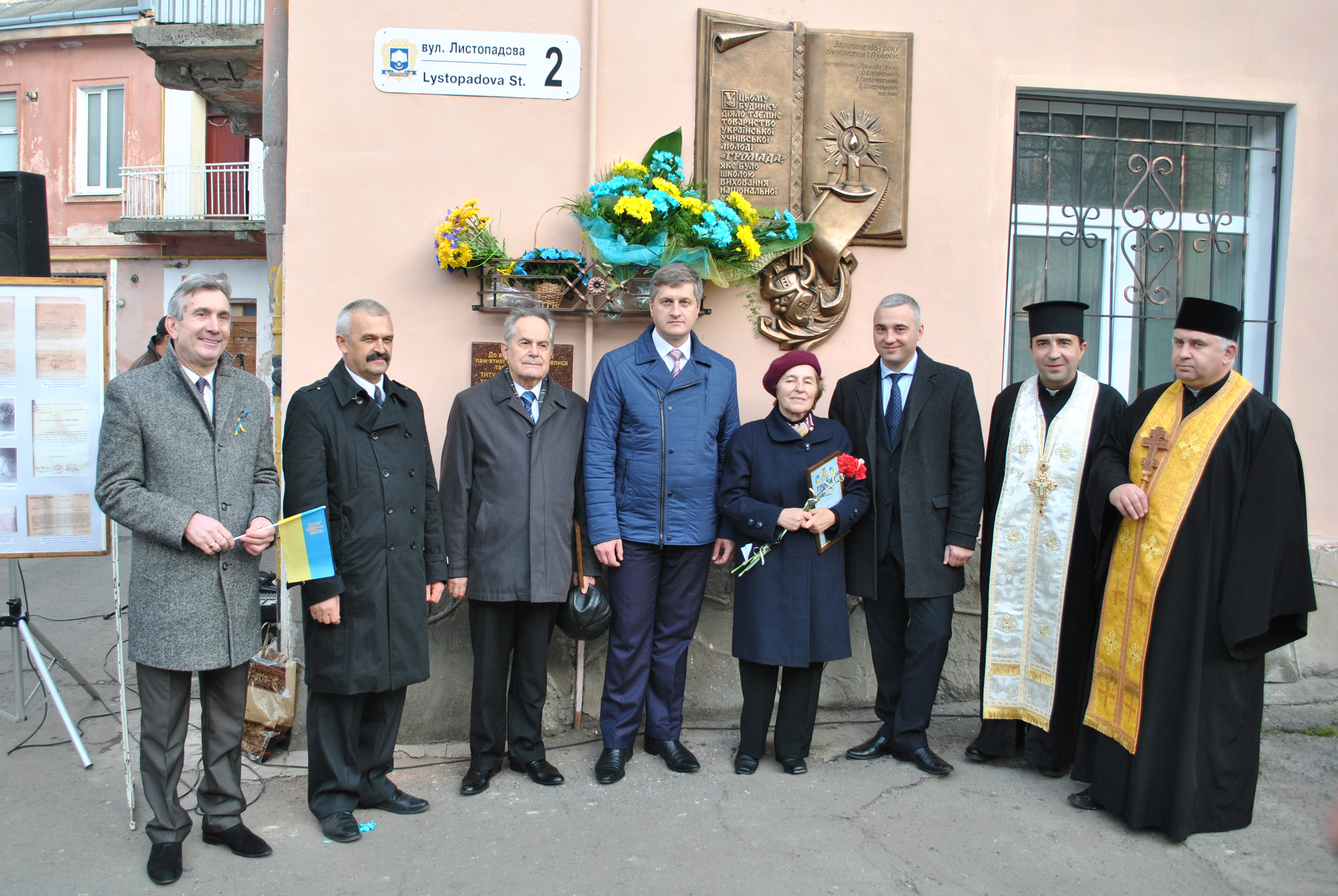
Ініціатори встановлення дошки із представниками влади й духовенства
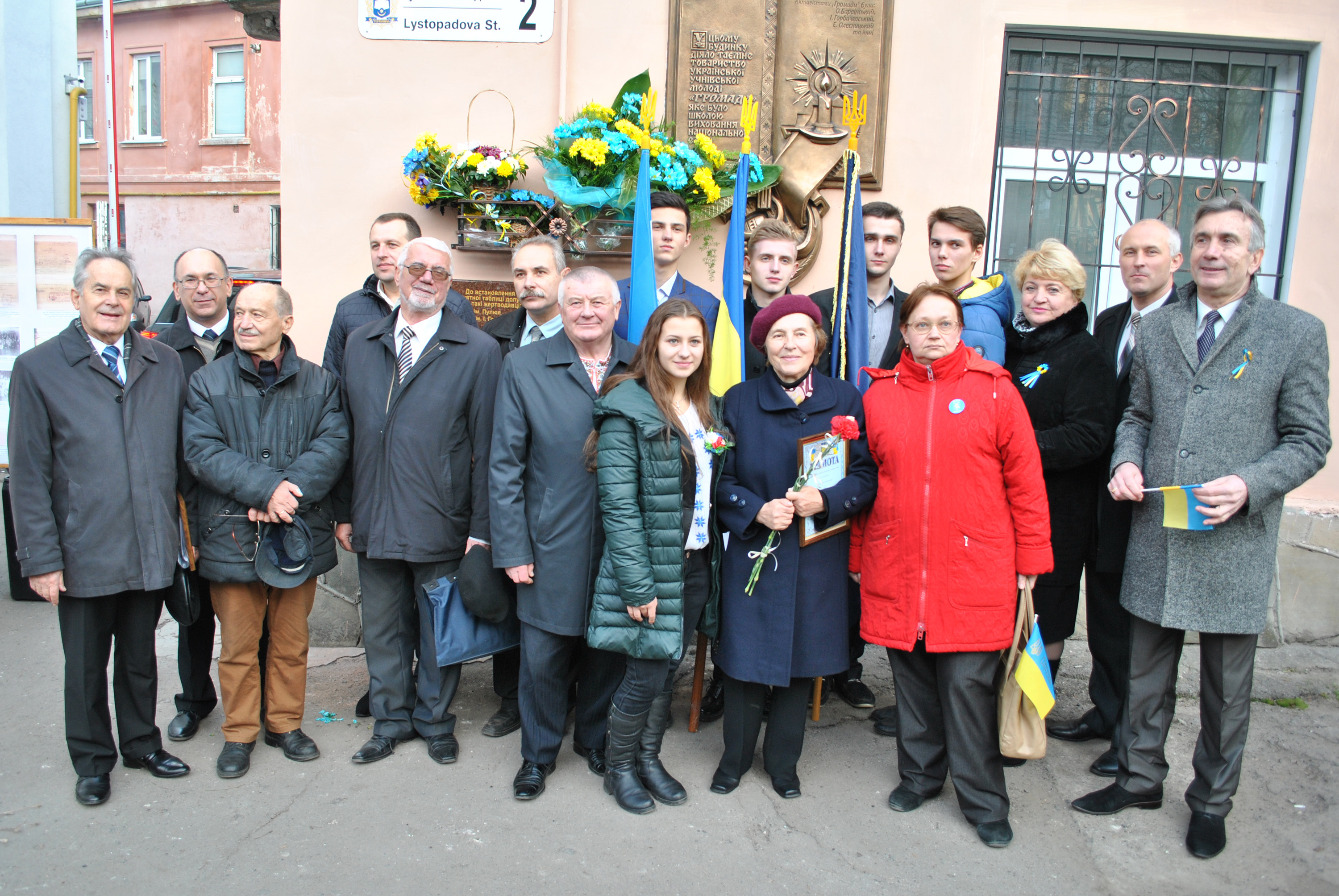
Ініціатори встановлення дошки із громадськими діячами та студентами
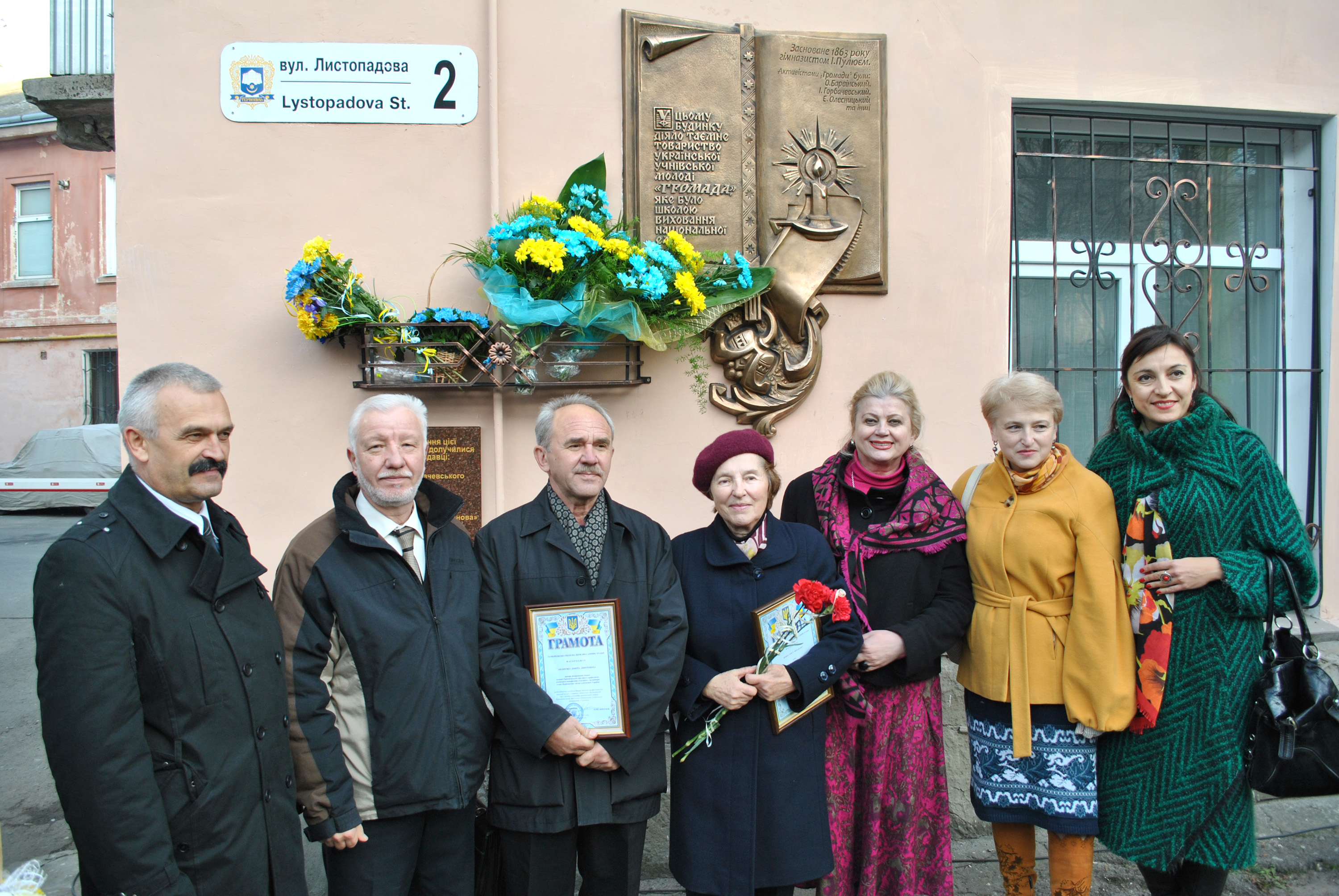
Ініціатори встановлення та автори дошки